# 말레이 철도
말레이 철도 회사(말레이어: Keretapi Tanah Melayu Berhad, KTMB는 말레이시아의 말레이 반도에 있는 주요한 철도 회사이다. 영국식민지 시대부터 운행이 시작되어，당시 식량과 광물을 운반하였다. "말레이 철도"라는 이름은 1962년 말레이시아 독립 후부터 사용되었으며, 그 전에는 말레이 연방 철도 및 말레이 철도 관리국으로 불렸다. 말레이 철도국은 1992년부터 민영화되었음에도，말레이시아 정부가 그 지분을 독점하고 있다.

## 노선

### 서해안선
서해안선은 말레이시아와 타이 사이의 국경지역인 포리 시의 바동우차에서 싱가포르까지 연결되어 있으며，삔청(檳城), 북해(北海) 및 콸라룸푸르(吉隆坡)를 경유한다. 

### 동해안선
동해안선(東海岸綫)은 싼메랑(森美蘭), 진마스(金馬士) 및 지랑땅(吉蘭丹) 북쪽을 지난다. 진마스는 서해안선과 동해안선이 만나는 지점이다. 주로 말레이반도 내부의 울창한 열대우림을 통과하여 총림철로(叢林鐵路)라는 별칭도 있다. 덩쟈루(登嘉樓) 주는 말레이 반도에서 유일하게 열차 서비스가 없는 곳이다. 믈레카(馬六甲) 주는 싼메랑(森美蘭) 주와 믈레카(馬六甲) 주 사이에 역이 있다.

### 기본 시설
총 연장 길이는 1699km이다.

## 같이 보기
- 말레이시아의 교통